# Vaux-sur-Sûre
Vaux-sur-Sûre (valonă Li Vå-so-Seure) este o comună francofonă din regiunea Valonia din Belgia. Comuna este formată din localitățile Vaux-sur-Sûre, Hompré, Juseret, Morhet, Nives, Sibret, Vaux-lez-Rosières, Assenois, Belleau, Bercheux, Chaumont, Chenogne, Clochimont, Cobreville, Grandru, Jodenville, La Barrière, Lavaselle, Lescheret, Losange, Mande-Sainte-Marie, Morhet-Station, Poisson-Moulin, Remichampagne, Remience, Remoiville, Rosières, Salvacourt, Sibret, Sûre și Villeroux. Suprafața totală a comunei este de 135,87 km². La 1 ianuarie 2008 comuna avea o populație totală de 4.876 locuitori. 